# Next Generation ATP Finals 2019
El Next Generation ATP Finals 2019 és l'esdeveniment que tanca la temporada 2019 de tennis en categoria masculina per a tennistes menors de 21 anys. La tercera edició del torneig es va celebrar sobre pista dura entre el 5 i el 9 de novembre de 2019 al PalaLido Allianz Cloud de Milà, Itàlia, després que les dues primeres edicions se celebressin al Fiera Milano.
El tennista local Jannik Sinner va guanyar el primer títol individual de la seva carrera destacant el fet que fou convidat al torneig per no tenir suficient rànquing.

## Classificació
Al torneig hi van accedir els set millor classificats en el rànquing "ATP Race to Milan", a banda d'un convidat per l'organització. Els tennistes seleccionables havien de ser menors de 21 anys a l'inici de la temporada (nascuts el 1998 o posterior).
| Núm. | Rq | Tennista                    | Punts | Torneigs | Any naixement |
| ---- | -- | --------------------------- | ----- | -------- | ------------- |
| −    | 7  | Stéfanos Tsitsipàs          | 3.910 | 25       | 1998          |
| 1    | 18 | Alex de Minaur              | 1.730 | 23       | 1999          |
| −    | 19 | Félix Auger-Aliassime       | 1.681 | 25       | 2000          |
| −    | 28 | Denis Shapovalov            | 1.495 | 25       | 1999          |
| 2    | 46 | Frances Tiafoe              | 1.060 | 26       | 1998          |
| 3    | 56 | Ugo Humbert                 | 932   | 29       | 1998          |
| 4    | 63 | Casper Ruud                 | 931   | 23       | 1998          |
| 5    | 55 | Miomir Kecmanović           | 901   | 25       | 1999          |
| 6    | 73 | Mikael Ymer                 | 763   | 20       | 1998          |
| 7    | 82 | Alejandro Davidovich Fokina | 627   | 23       | 1999          |
| 8/WC | 93 | Jannik Sinner               | 596   | 24       | 2001          |
| S1   | 95 | Alexei Popyrin              | 585   | 24       | 1999          |
| S2   | 97 | Corentin Moutet             | 584   | 25       | 1999          |

|  | Tennistes classificats per l'ATP Finals 2019 |
|  | Renúncia                                     |

## Fase grups

### Grup A
| CS | Tennista                    | A. de Minaur          | C. Ruud                          | M. Kecmanović         | A. Davidovich Fokina             | V − D | Sets  | Jocs    | Pos. |
| 1  | Alex de Minaur              |                       | 4−1, 4−0, 4−2                    | 4−1, 4−3(4), 1−4, 4−0 | 4−2, 3−4(5), 4−1, 4−1            | 3 − 0 | 9 − 2 | 40 − 19 | 1    |
| 4  | Casper Ruud                 | 1−4, 0−4, 2−4         |                                  | 3−4(5), 3−4(5), 2−4   | 3−4(2), 4−3(2), 4−2, 3−4(2), 4−1 | 1 − 2 | 4 − 8 | 29 − 38 | 3    |
| 5  | Miomir Kecmanović           | 1−4, 3−4(4), 4−1, 0−4 | 4−3(5), 4−3(5), 4−2              |                       | 4−1, 4−1, 4−3(6)                 | 2 − 1 | 7 − 3 | 32 − 26 | 2    |
| 7  | Alejandro Davidovich Fokina | 2−4, 4−3(5), 1−4, 1−4 | 4−3(2), 3−4(2), 2−4, 4−3(2), 1−4 | 1−4, 1−4, 3−4(6)      |                                  | 0 − 3 | 3 − 9 | 27 − 45 | 4    |

### Grup B
| CS   | Tennista       | F. Tiafoe                | U. Humbert               | M. Ymer               | J. Sinner                | V − D | Sets  | Jocs    | Pos. |
| 2    | Frances Tiafoe |                          | 4−2, 4−3(5), 3−4(4), 4−1 | 4−2, 4−2, 4−2         | 4−3(4), 2−4, 2−4, 2−4    | 2 − 1 | 7 − 4 | 37 − 31 | 2    |
| 3    | Ugo Humbert    | 2−4, 3−4(5), 4−3(4), 1−4 |                          | 3−4(2), 4−1, 2−4, 1−4 | 4−3(5), 3−4(3), 4−2, 4−2 | 1 − 2 | 5 − 7 | 35 − 39 | 4    |
| 6    | Mikael Ymer    | 2−4, 2−4, 2−4            | 4−3(2), 1−4, 4−2, 4−1    |                       | 0−4, 2−4, 1−4            | 1 − 2 | 3 − 7 | 22 − 34 | 3    |
| 8/WC | Jannik Sinner  | 3−4(4), 4−2, 4−2, 4−2    | 3−4(5), 4−3(3), 2−4, 2−4 | 4−0, 4−2, 4−1         |                          | 2 − 1 | 7 − 4 | 38 − 28 | 1    |

## Fase final
| Semifinals | Semifinals        | Semifinals | Semifinals | Semifinals | Semifinals | Semifinals |  |  | Final | Final          | Final | Final | Final | Final | Final |
|            |                   |            |            |            |            |            |  |  |       |                |       |       |       |       |       |
| 1          | Alex de Minaur    | 4          | 4          | 0          | 4          |            |  |  |       |                |       |       |       |       |       |
| 2          | Frances Tiafoe    | 2          | 1          | 4          | 2          |            |  |  |       |                |       |       |       |       |       |
|            |                   |            |            |            |            |            |  |  | 1     | Alex de Minaur | 2     | 1     | 2     |       |       |
|            |                   |            |            |            |            |            |  |  | 8/WC  | Jannik Sinner  | 4     | 4     | 4     |       |       |
| 5          | Miomir Kecmanović | 4          | 1          | 2          | 2          |            |  |  |       |                |       |       |       |       |       |
| 8/WC       | Jannik Sinner     | 2          | 4          | 4          | 4          |            |  |  |       |                |       |       |       |       |       |